# Munshi Premchand
Munshi Premchand (Varanasi, 31 de julho de 1880 – Varanasi, 8 de outubro de 1936) foi um escritor indiano famoso por sua literatura moderna Hindu. Ele é um dos escritores mais famosos do subcontinente indiano, e é considerado um dos principais escritores hindus do início do século XX. Seus romances incluem Godaan, Karmabhoomi, Gaban, Mansarovar, Idgah. Ele publicou sua primeira coleção de cinco contos em 1907 em um livro chamado Soz-e Watan.
Ele começou a escrever sob o pseudônimo de "Nawab Rai", mas posteriormente mudou para "Premchand, sendo Munshi um prefixo honorário. Um escritor de romance, escritor de contos e dramaturgo, ele tem sido referido como o "Upanyas Samrat" ("Imperador entre os Novelistas") pelos escritores. Suas obras incluem mais de uma dúzia de romances, cerca de 300 contos, vários ensaios e traduções de uma série de obras literárias estrangeiras para o hindi.

## Estilo e influências

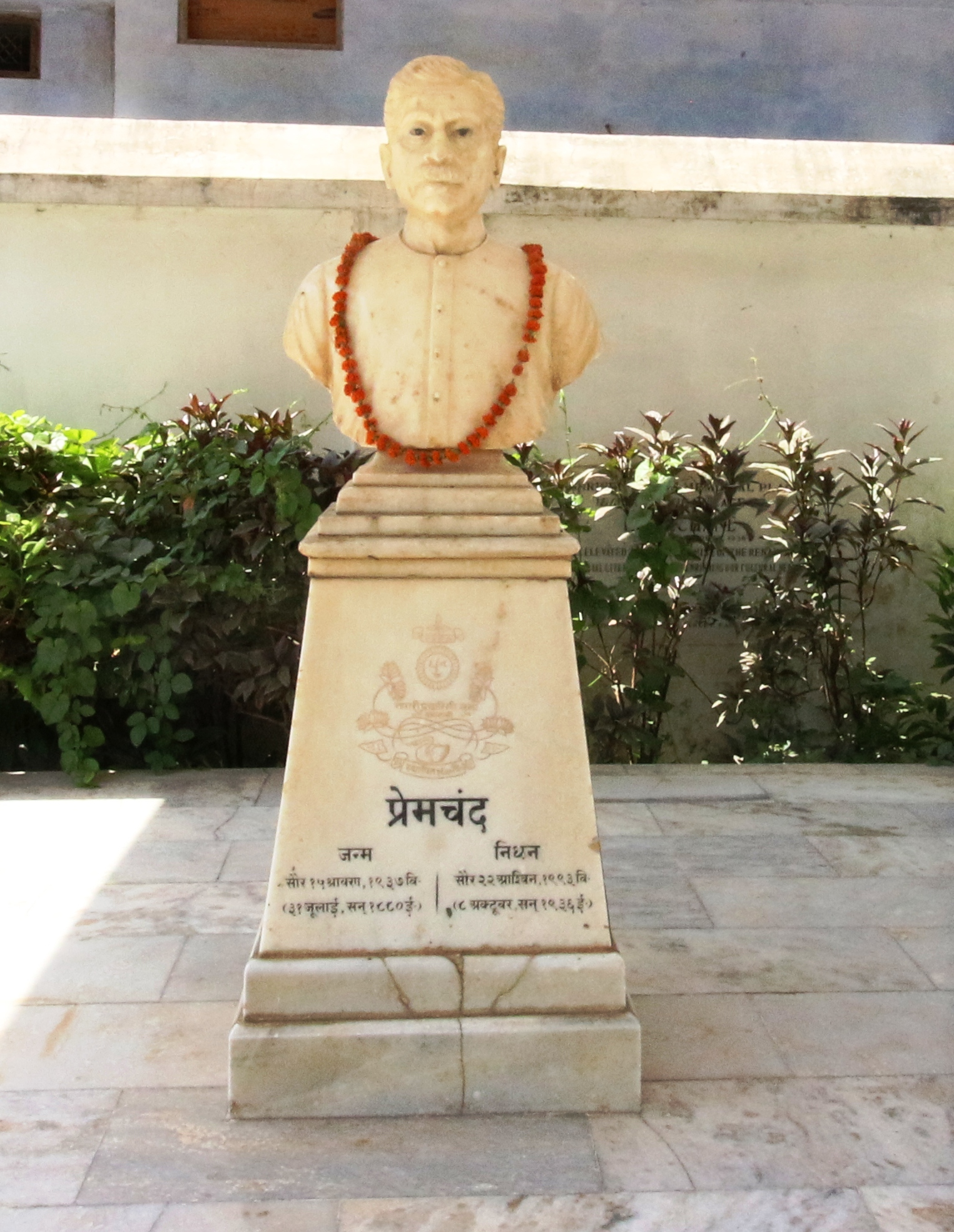
Busto de Premchand em Lamhi

Premchand é considerado o primeiro autor hindi cujos escritos destacaram o realismo. Seus romances descrevem os problemas dos pobres e da classe média urbana. Suas obras retratam uma perspectiva racionalista, que vê os valores religiosos como algo que permite que os hipócritas poderosos explorem os fracos. Ele usou a literatura com o propósito de despertar a consciência pública sobre questões nacionais e sociais e muitas vezes escreveu sobre tópicos relacionados à corrupção, viuvez infantil, prostituição, sistema feudal, pobreza, colonialismo e sobre o movimento de liberdade indiana.
Premchand começou a se interessar por assuntos políticos enquanto estava em Kanpur, no final dos anos 1900, e isso se reflete em seus primeiros trabalhos, que têm conotações patrióticas. Seus pensamentos políticos foram inicialmente influenciados pelo líder moderado do Congresso Nacional Indiano, Gopal Krishna Gokhale, mas depois ele se mudou para o mais extremista Bal Gangadhar Tilak. Ele considerou as Reformas Minto-Morley e as Reformas Montagu-Chelmsford como inadequadas e apoiou uma maior liberdade política. Vários de seus primeiros trabalhos, como A Little Trick e A Moral Victory, satirizou os indianos que cooperaram com o governo britânico. Ele não mencionou especificamente os britânicos em algumas de suas histórias, por causa da forte censura do governo, mas disfarçou sua oposição em cenários da era medieval e da história estrangeira. Ele também foi influenciado pelos ensinamentos de Swami Vivekananda.
Na década de 1920, ele foi influenciado pelo movimento de não cooperação de Mahatma Gandhi e a luta que o acompanhou pela reforma social. Nesse período, seus trabalhos tratam de questões sociais como pobreza, exploração zamindari (Premashram, 1922), sistema de dotes (Nirmala, 1925), reforma educacional e opressão política (Karmabhumi, 1931). Premchand estava focado na liberalização econômica do campesinato e da classe trabalhadora, e se opôs à rápida industrialização, que ele sentiu que prejudicaria os interesses dos camponeses e levaria à opressão dos trabalhadores. Isso pode ser visto em obras como Rangabhumi (1924).
A influência de Premchand na literatura indiana não pode ser exagerada. Como o falecido estudioso David Rubin escreveu em The World of Premchand (Oxford, 2001), "Para Premchand pertence a distinção de criar o gênero do conto sério - e do romance sério também - em hindi e urdu. Praticamente solteiro - ergueu a ficção nessas línguas de um atoleiro de crônicas românticas sem objetivo para um alto nível de narrativa realista comparável à ficção europeia da época; e em ambas as línguas, ele, além disso, permaneceu um mestre insuperável".
Em seus últimos dias, ele se concentrou na vida da aldeia como palco de dramas complexos, como visto no romance Godan (1936) e na coleção de contos Kafan (1936). Premchand acreditava que o realismo social era o caminho para a literatura hindi, em oposição à "qualidade feminina", ternura e emoção da literatura bengali contemporânea.

## Lista de trabalhos
Premchand escreveu mais de trezentos contos e quatorze romances, muitos ensaios e cartas, peças de teatro e traduções. Muitas das obras de Premchand foram traduzidas para o inglês e russo após sua morte. Esta lista está incompleta.

### Romances
| Título em hindi           | Título urdu           | Editor                                                  | Encontro: Data                           | Comprimento (páginas) | Descrição |
| ------------------------- | --------------------- | ------------------------------------------------------- | ---------------------------------------- | --------------------- | --- |
| Devasthan Rahasya         | Asrar-e-Ma'abid       | Awaz-e-Khalk (forma serial)                             | 8 de outubro de 1903 - fevereiro de 1905 | 116                   | Tradução livre para o português do título: "O mistério da morada de Deus" |
| Prema                     | Hamkhurma-o-Ham Sawab | Imprensa indiana / Editora Hindustan                    | 1907                                     |                       | Amrit Rai supera a oposição social para se casar com a jovem viúva Poorna, desistindo de sua rica e bela noiva Prema. (Escrito sob o nome de "Babu Nawab Rai Banarsi") |
| Kishna                    |                       | Medical Hall Press, Benares                             | 1907                                     | 142                   | Agora perdido; satiriza o gosto das mulheres por joias |
| Roothi Rani               |                       | Zamana (forma serial)                                   | Abril - agosto de 1907                   |                       | |
|                           | Soz-e-Watan           | Editores de Zamana                                      | 1907, 1909                               |                       | Banido pelo Governo Britânico em 1909 |
| Vardaan                   | Jalwa-e-Isar          | Granth Bhandar e Dhanju                                 | 1912                                     | 128                   | Vardan ("Boon") é sobre Pratap Cahndra e Brij Rani, dois vizinhos de infância que gostam um do outro. Brij se casa com outro homem e se torna uma poetisa famosa depois de ficar viúva. Sua amiga Madhvi começa a gostar de Pratap depois de ouvir sobre ele de Brij. Pratap se torna um sadhu e Madhvi se torna seu devoto. |
| Seva Sadan                | Bazar-e-Husn          | Agência Calcutta Pustak (hindi)                         | 1919 (hindi); 1924 (urdu)                | 280                   | Uma dona de casa infeliz primeiro se torna uma cortesã e depois administra um orfanato para as filhas das cortesãs. |
| Premashram                | Gosha-e-Afiyat        |                                                         | 1922                                     |                       | |
| Rangbhoomi                | Chaugan-e-Hasti       | Darul Ishaat (urdu, 1935)                               | 1924                                     |                       | Título em inglês: Playground. |
| Nirmala                   | Nirmala               | Idaara-e-Furoogh-Urdu                                   | 1925                                     | 156                   | Título em inglês: A segunda esposa. Sobre o sistema de dote na Índia (publicado na revista Chand entre novembro de 1921 e novembro de 1926, antes de ser publicado como romance) |
| Kaayakalp                 | Parda-i-Majaz         | Lajpat Rai & Sons, Lahore (urdu)                        | 1926 (hindi), 1934 (urdu)                | 440                   | |
| Pratigya                  | Bewa                  |                                                         | 1927                                     |                       | Lida com novo casamento de viúva |
| Gaban                     | Ghaban                | Saraswati Press, Benares; Lajpatrai & Sons, Urdu Bazaar | 1931                                     | 248                   | |
| Karmabhoomi               | Maidan-e-Amal         | Maktaba Jamia, Delhi                                    | 1932                                     | 340                   | |
| Godaan                    |                       | Saraswati Press                                         | 1936                                     | 344                   | Título em inglês: The Gift of the Cow. Tem como tema a privação socioeconômica, bem como a exploração dos pobres da aldeia. |
| Mangalsootra (incompleto) |                       | Editora Hindustan                                       | 1936                                     |                       | Premchand completou apenas os primeiros quatro capítulos (cerca de 70 páginas) deste romance. |

### Histórias curtas
Várias das histórias de Premchand foram publicadas em várias coleções, incluindo o Mansarovar de 8 volumes (1900–1936). Algumas de suas histórias incluem:
| Título                                              | Editor                                       | Encontro: Data   | Descrição |
| --------------------------------------------------- | -------------------------------------------- | ---------------- | --- |
| Lekhak (hindi) Adeeb Ki Izat (urdu)                 |                                              |                  | Uma história de escritor que desejava respeito e reconhecimento pelo seu trabalho mas depois percebeu que é uma vela que terá de arder para iluminar os outros. |
| Duniya ka Sabse Anmol Ratan                         | Zamana                                       | 1907             | O título significa "A Jóia Mais Preciosa do Mundo", que segundo a história, é a gota de sangue necessária para a independência da nação |
| Bade Bhai Sahab                                     | Zamana                                       | 1910 (dezembro)  | Uma história de dois irmãos, seu conflito, resolução e compreensão |
| Beti ka Dhan                                        | Zamana                                       | 1915 (novembro)  | |
| Refogar                                             | Sarasvati (Vol. 16, Parte 2, No. 6, 353-359) | 1915 (dezembro)  | O título significa "co-esposa". |
| Sajjanata ka dand                                   | Sarasvati                                    | 1916 (março)     | O título significa "A Penalidade por Integridade". |
| Panch Parameshvar                                   | Sarasvati                                    | 1916 (junho)     | Uma amizade é arruinada quando um amigo dá um veredicto contra o outro. A história narra como eles se reencontram como amigos. |
| Ishwariya Nyaya                                     | Sarasvati                                    | 1917 (julho)     | O título significa "A Lei Divina" |
| Beton Wali Vidhwa                                   | Sarasvati                                    | 1920 (julho)     | |
| Durga ka Mandir                                     | Sarasvati                                    | 1917 (dezembro)  | O título significa "O Templo de Durga". |
| Maa                                                 | Sarasvati                                    | 1921 (novembro)  | O título significa "Mãe" |
| Ghar Jamai                                          | Sarasvati                                    | 1933 (junho)     | |
| Dhikkar                                             | Sarasvati                                    | 1925 (maio)      | |
| Dil ki Rani                                         | Sarasvati                                    | 1926 (dezembro)  | |
| Gulli Danda                                         | Sarasvati                                    | 1925 (maio)      | |
| Updesh                                              |                                              | 1917             | |
| Meri Pahli Rachna                                   | Sarasvati                                    | 1930 (maio)      | |
| Lanchan                                             | Sarasvati                                    | 1929 (maio)      | |
| Manovratti                                          | Sarasvati                                    | 1932 (maio)      | |
| Balidan                                             | Sarasvati                                    | 1918 (maio)      | O título significa "Sacrifício". |
| Putra Prem                                          | Sarasvati                                    | 1920 (julho)     | O título significa "Amor de um Filho". |
| Boodhi Kaki (a velha tia)                           | Hans                                         | 1921             | Uma velha anseia pelo amor de sua família. |
| Pariksha                                            | Chand                                        | 1923 (janeiro)   | O título significa "O Teste". Seu pano de fundo é a invasão do Nadir Shah e o saque de Delhi. |
| Shatranj ke khiladi (hindi) Shatranj ki bazi (urdu) | Madhuri                                      | Outubro de 1924  | Dois aristocratas - Mirza Sajjad Ali e Mir Roshan Ali - viviam no reino de Awadh durante a época do Raj britânico. Ambos são descuidados com seus deveres e passam os dias jogando xadrez. Seu amor pelo jogo é tão imenso que mesmo quando o governante de Awadh, Wajid Ali Shah, é capturado pelos britânicos, eles continuam jogando xadrez. No final, um movimento no jogo deflagra um conflito verbal entre eles e eles acabam se matando com suas espadas. |
| Hinsa Parmo Dharma                                  | Madhuri                                      | 1926 (dezembro)  | |
| Ghasvali                                            | Madhuri                                      | 1929 (dezembro)  | |
| Idgah                                               | Chand                                        | 1933 (agosto)    | Um menino pobre na Índia mora com sua avó. No dia do festival de Eid, as outras crianças compram doces e brinquedos para si. O pobre rapaz, pensando na avó, compra um par de pinças para ajudá-la a fazer rotis, pois ela queima as mãos tentando cozinhá-los com as mãos nuas. |
| Nashaa                                              | Chand                                        | 1934 (fevereiro) | Dois amigos de diferentes estratos da sociedade estudam fora de casa. A história explora disparidades de classe e aspirações em sua amizade. Tem um toque autobiográfico. |
| Kafan                                               | Jamia                                        | 1936             | Um pai de casta inferior e seu filho são trabalhadores pobres em uma aldeia. Uma emergência ocorre quando a esposa do filho morre enquanto dá à luz uma criança e a família não tem dinheiro para cremar o corpo da mulher morta. A dupla preguiçosa pede dinheiro ao zamindar da aldeia e a outros membros da sociedade. No entanto, eles usam o dinheiro que ganham com bebidas e comida.                                                                      |
| Partida de cricket                                  | Zamana                                       | 1937             | Publicado postumamente |
| Gupt Dhan                                           |                                              |                  | Haridas, um homem de caráter, é dono de uma fábrica de tijolos. Ele perde seu caráter ao obter um mapa de um tesouro hereditário de um trabalhador, mas acaba morrendo como um castigo de Deus. |
| Mantra                                              |                                              |                  | O egoísmo de um médico rico chamado Chaddha resulta na morte de um paciente. O pai do mesmo paciente cura abnegadamente o filho do Dr. Chaddha, quando o médico encontra o mesmo tipo de situação. |
| Namak Ka Daroga                                     |                                              | 1925 (maio)      | O título significa 'O Inspetor de Sal'. Um idealista se torna um policial e enfrenta problemas no desempenho de suas funções. |
| Poos ki raat                                        | Madhuri                                      | 1930 (maio)      | O título significa "Uma noite do mês de Poos (inverno)". Um pobre fazendeiro fica fora com seu cachorro para proteger seu campo em uma noite extremamente fria de dezembro. |
| Loteria                                             | Zamana                                       |                  | É a história de uma família indiana em que cada membro comprou um bilhete de 1 milhão de rúpias na loteria. Depois de algum tempo, eles começaram a brigar sobre o que fariam se alguém ganhasse na loteria, mas finalmente nem de sua cidade natal, nem mesmo de sua cidade, estado ou país ganhassem na loteria, mas alguém da América. |
| "Vidhwans"                                          |                                              |                  | O título significa "Catástrofe". Uma velha viúva sem filhos é envolvida intencionalmente em um incêndio causado pelo dono da aldeia e, portanto, o pandit paga o preço. |
| "Kazaki"                                            |                                              |                  | Uma história de amor, amor e amizade entre um menino e kazaki, um homem pobre, mas alegre e alegre que costumava trabalhar com seu pai. |

Outras histórias incluem:
- Abhushan
- Agni Samadhi
- Alagyojha
- Amrit
- Atmaram
- "Bade Ghar Ki Beti" (1926)
- Bhoot (1926)
- Chori
- Daroga Sahab
- Devi
- Dhaai ser gehun
- Dikri Ke Rupaye
- Do Bahanein
- Do Sakhiyan (1926)
- Faça Bailon ki Katha
- Do Kabren (1920)
- Doodh ka Damm (1910)
- Gilli danda "
- Grihaneeti
- Gurumantra (1927)
- Har Ki Jeet (1925)
- Cadeia (1931)
- Juloos (1930)
- Jurmana
- Khudai Fauzdaar
- Mahatirtha
- Manushya Ka Param Dharma (março de 1920)
- Maryada ki Vedi
- Mukti Marg (1922)
- Muktidhan (1921)
- Mamta (1928)
- Mandir (1927)
- Nairashya
- Nimantran (1926)
- Pashu se Manushya
- Prayaschit
- Prem Purnima
- Prem Ka Uday (1923)
- Prerna (1925)
- Ramleela (1926)
- Samar Yatra (1930)
- Sati (1925)
- Satyagraha (1923)
- Sawa Ser Gehun (1921)
- Sewa Marg
- Subhagi
- Suhag ki Sari (1923)
- Sujan Bhagat
- Rani Sarndha (1930)
- Swatva Raksha
- Thakur ka Kuaan (1924)
- Thriya Charita
- Tagada (1924)
- Khoon Safed (1923)
- Udhar Ki Ghadi
- Vajrpaat (1922)
- Raja Hardaul (1925)
- Vimata
- Hajje Akbar
- Sautele Maa
- Kajaki (1921)
- Ibrat
- Roshni
- Bhadde ka Tattu (1922)
- Nijat
- Mazdoor
- Kazaaki (1921)
- Mritak Bhoj (1922)

### Traduções
Premchand traduziu várias obras não hindus para o hindi. Entre eles estão os escritos de Ratan Nath Dhar Sarshar, Leo Tolstoy (The Story of Richard Doubledick), Oscar Wilde (Canterville), John Galsworthy (Strife), Sadi, Guy de Maupassant, Maurice Maeterlinck (Sightless) e Hendrik van Loon (The Story of Mankind).
Alguns dos títulos traduzidos incluem:
| Título de Premchand  | Original                                         |
| -------------------- | ------------------------------------------------ |
| Ahankar              | Thais por Anatole France ( adaptação )           |
| Azad Katha           | Fasana-e Azad (1880) por Ratan Nath Dhar Sarshar |
| Parvat Yatra         | Sair-e-Kohsar (1890) por Ratan Nath Dhar Sarshar |
| Chandi Ki Dibiya     | The Silver Box (1906) de John Galsworthy         |
| Hartal               | Strife (1909) por John Galsworthy                |
| Nyaya                | Justiça (1910) por John Galsworthy               |
| Sukhdas              | Silas Marner por George Eliot (adaptação)        |
| Tolstoy Ki Kahaniyan | Histórias de Leo Tolstoy                         |

### Outros
Roteiro filmes
- Mazdoor (1934)

Peças
- Karbala
- Tajurba
- Prem Ki Vedi
- Roohani Shadi
- Sangram

Ensaios
- Kuchh Vichar (duas partes)
- Qalam Tyag aur Talwar

Biografias
- Durgadas
- Mahatma Sheikhsadi (biografia de Saadi)

Livros infantis
- Bal Kahaniyan Sumpurn
- Manmodak
- Ram Charcha